# Foton Tunland
Foton Tunland або Foton FT-500 або Foton Terracota - пікап китайської компанії Foton Motor. що виготовляється з 2011 року.

## Опис

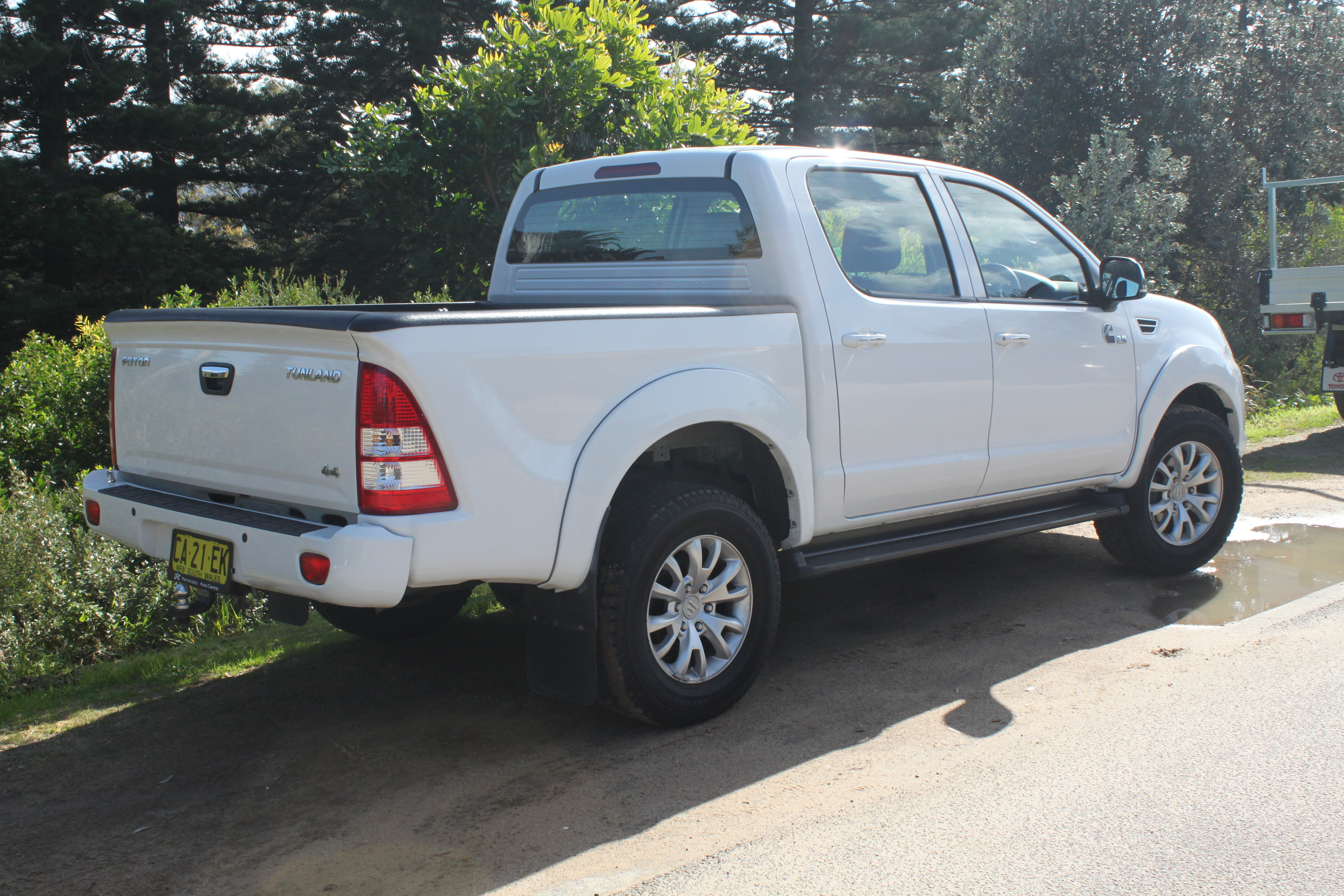
Foton Tunland (P201) 4x4

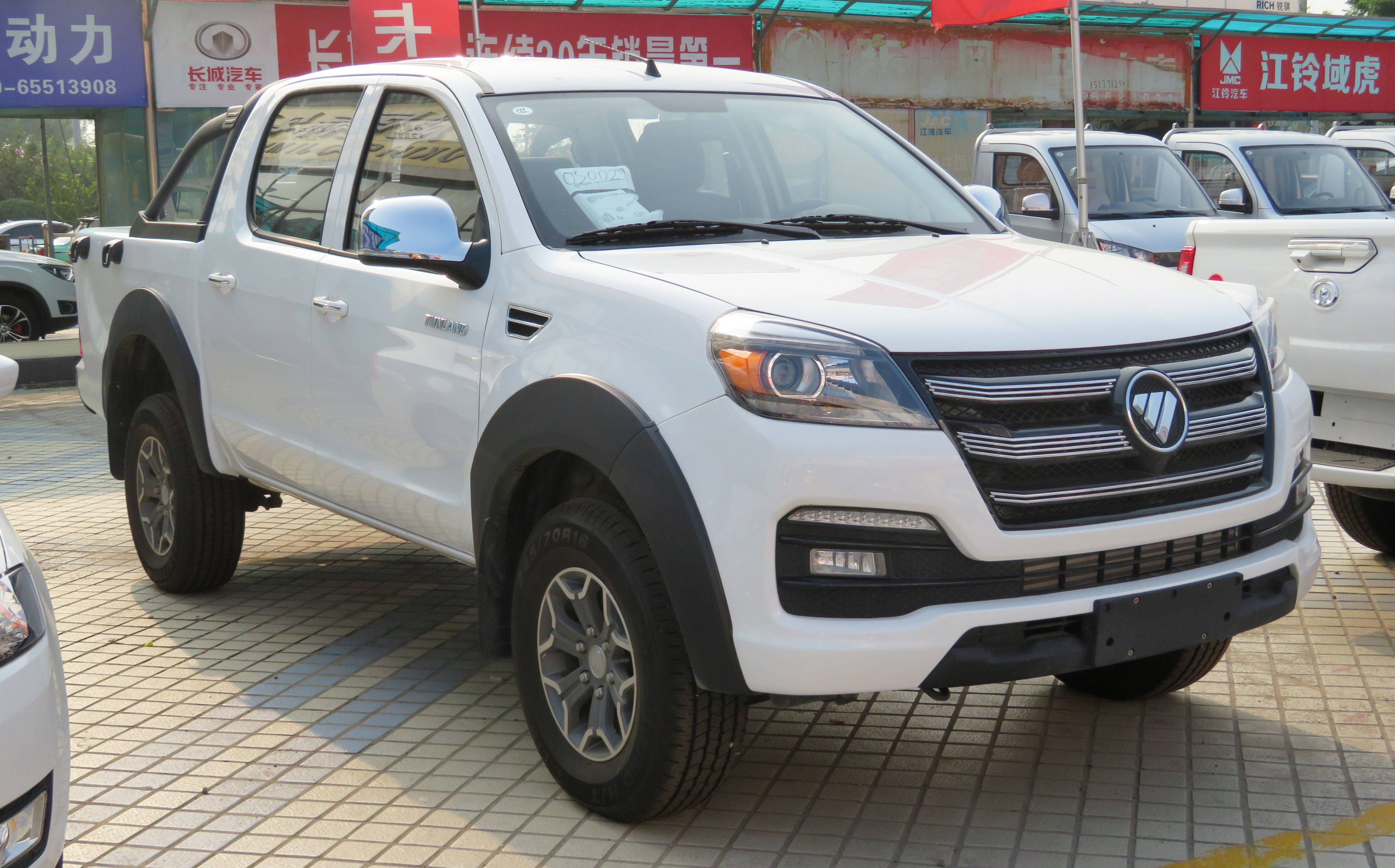
Foton Tunland E5 (2018-)

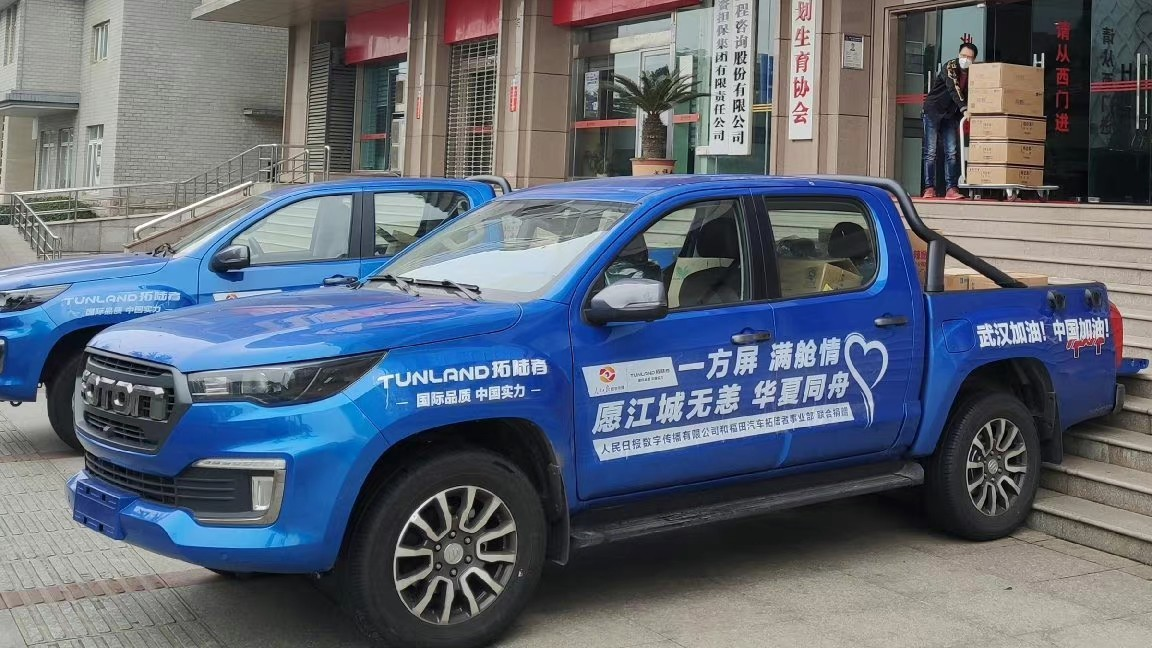
Foton Tunland F9 (з 2019)

Автомобіль виготовляється в трьох варіантах кабін 2-х дверна коротка, 2-х дверна довга, 4-х дверна довга. Комплектується турбо-дизельним двигуном Cummins ISF 2.8 об'ємом 2,8 л потужністю 161 к.с. або ліцензійним бензиновим двигуном Mitsubishi 4G69 2,4 л 136 к.с., що працюють в парі з 5-ст. механічною коробкою передач виробництва і заднім або повним приводом Part Time з роздавальною коробкою з пониженим рядом передач і незажежною передньою підвіскою.
Кнопки управління повним приводом дозволяють вибрати відповідний режим роздавальної коробки відповідно до дорожніх умов:
- 2H - провідні задні колеса. Для їзди по дорогах загального користування з твердим, сухим покриттям.
- 4H - всі провідні колеса. Для їзди по дорогах з рихлим ґрунтовим покриттям, а також дорогах загального користування з поганими дорожніми умовами.
- 4L - всі провідні колеса на пониженій передачі, це дозволяє досягти збільшеного крутного моменту для їзди по бездоріжжю і в ситуаціях, коли потрібне велике тягове зусилля.

Базова комплектація позначається E3, а дорожча E5.
В 2019 році дебютувала нова модель Foton Tunland F9 з дизельними і бензиновими турбодвигунами 2.0 л.
В вересні 2020 року на автосалоні в Пекіні представили Foton General, який зовні подібний на Ford F-150, на ділі є черговим різновидом моделі Tunland. Офіційна назва новинки - Foton Tunland G9, а ім'я General використовується тільки для реклами.

## Двигуни
Бензинові
- 2.0 л Mitsubishi 4G24 I4 (turbo)
- 2.4 л Mitsubishi 4G69 І4 136 к.с.

Дизельний
- 2.8 л Cummins ISF І4 120 к.с. при 3600 об/хв 360 Нм при 1800-3000 об/хв